# Грястиця збірна
Грястиця звичайна, грястиця збі́рна, або жи́тниця (Dactylis glomerata) — багаторічна рослина родини тонконогових. Кормова культура.

## Опис

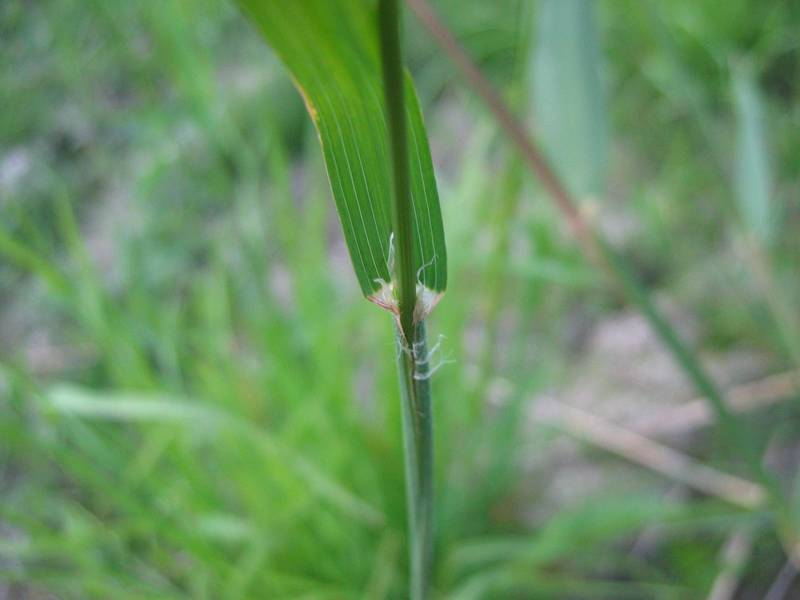
Піхва листка

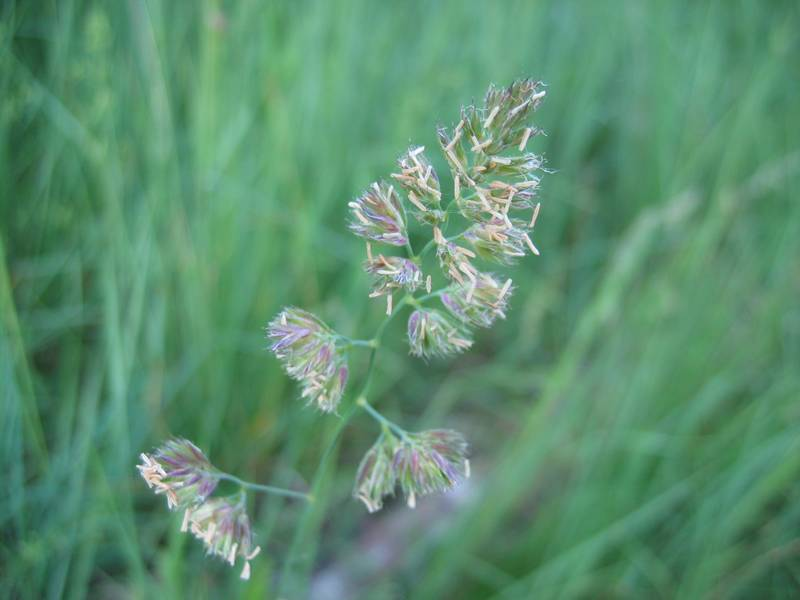
Суцвіття

Багаторічна трав'яниста рослина заввишки 25-150 см, яка утворює нещільні дернини. Кореневище, повзуче, коротке, відносно товсте, з численними мичкуватими корінцями. Стебла прямостоячі або висхідні, з довгими гонами, голі, гладкі (інколи біля суцвіття шорсткі), завтовшки 1-3 мм. Листки лінійні бо широколінійні (3-20 мм завширшки), пласкі або складені уздовж, загострені, м'які, по краях і уздовж жилок шорсткі. Листкові піхви сплюснуті, на ½-¾ замкнуті, шорсткі, інколи можуть бути гладкими або, навпаки, коротковолосистими.
Суцвіття — однобічна, щільна, стиснута з боків, світло-зелена волоть завдовжки 3-20 см, завширшки 2-7 см. Її вісь гостротригранна, відгалуження першого порядку довгі, шорсткі. Колоски однобічні, голівчасті, скупчені, сильно стиснуті з боків, завдовжки 0,4-1 см, складаються з 2-6 квіток. Колоскові луски кілюваті (по кілю війчасті), ланцетні або видовжено-ланцетні, жорсткі, шкірясто-перетинчасті, інколи вкриті негустими короткими волосками, гострі. Довжина верхньої луски становить 3-7 мм, нижньої — 2-6 мм. Квіткові плівки дволопатеві або двозубчасті. Тичинок 3 штуки, їх пиляки 1,5-5 мм завдовжки. Стовпчик видовжений, приймочка пірчаста. Плід — видовжена, з внутрішнього боку жолобчаста зернівка завдовжки 1,8-3 мм.
У грястиці збірної відомі форми і підвиди з 14, 28, 42 хромосомами.

## Поширення й екологія
Ареал охоплює північ Африки, майже всю Європу та Азію, за винятком Далекого Сходу і тропічного півдня континенту. Крім того, грястиця збірна інтродукована в помірних районах Північної та Південної Америки, Австралії і в Південній Африці., а в деяких районах США навіть визнана інвазивним видом.
Рослина світлолюбна, морозостійка, полюбляє помірно зволожені, поживні ґрунти. У природі зростає поодиноко у розріджених листяних лісах, серед чагарників, на узліссях, луках. Досить часто трапляється в антропогенних ландшафтах: обабіч доріг і полів, на пустках і сіножатях, причому в останньому випадку при регулярному скошуванні може утворювати суцільні чисті зарості. У горах підіймається до висоти 4000 м над рівнем моря.
Квітне у червні-серпні, плодоносить у липні-вересні. Запилення і розповсюдження насіння відбуваються за допомогою вітру.
В України вид росте на луках, у хвойних, широколистяних, змішаних і дрібнолистяних лісах, на узліссях і полянах, у чагарниках, на вирубках — по всій території, досить часто, за винятком південних степових районів, де зустрічається рідше.

## Застосування
Грястиця збірна належить до цінних кормових культур. В порівнянні з іншими злаками її трава містить більше цукру і добре споживається худобою, до того ж рослина доволі посухостійка, чудово відновлюється після скошування. Окрім зеленої маси з цієї рослини отримують якісне сіно.
Пилок цього виду алергенний і може викликати так звану сінну лихоманку.

## Підвиди
Раніше рід Dactylis розглядався як монотипний таксон представлений єдиним видом Dactylis Glomerata, і багато авторів, розглядаючи видозміни в роді відносили їх до підвиду D. Glomerata але останнім часом спостерігається тенденція до прийняття двох видів, хоча деякі автори приймають навіть більше видів у роді, зокрема, острівні ендемічні види у Макаронезії..
- Dactylis glomerata subsp. glomerata. Європа.
- Dactylis glomerata subsp. altaica. Центральна Азія.
- Dactylis glomerata subsp. himalayensis. (syn. D. himalayensis). Західні Гімалаї.
- Dactylis glomerata subsp. hispanica (syn. D. hispanica). Середземномор'я, південно-західна Азія.
- Dactylis glomerata subsp. ibizensis. Балеарські острови.
- Dactylis glomerata subsp. judaica
- Dactylis glomerata subsp. juncinella. Іспанія
- Dactylis glomerata subsp. lobata (syn. D. glomerata subsp. aschersoniana, D. aschersoniana, D. polygama). Центральна Європа.
- Dactylis glomerata subsp. lusitanica. Португалія
- Dactylis glomerata subsp. marina (syn. D. marina). Західно-Середземноморський регіон, Іберія, Канарські острови.
- Dactylis glomerata subsp. reichenbachii. Італія.
- Dactylis glomerata subsp. santai
- Dactylis glomerata subsp. slovenica. Центральна Європа.
- Dactylis glomerata subsp. smithii (syn. D. smithii). Макаронезія.